# Tove Nielsen (forfatter)
 For alternative betydninger, se Tove Nielsen. (Se også artikler, som begynder med Tove Nielsen)
Tove Nielsen (1. december 1941 i Vigsnæs ved Sakskøbing – 2009) var en dansk forfatter og kriminalassistent.

## Forfatterkarriere
Tove Nielsen skrev sit første hørespil allerede som tolvårig, og på samme tid fik hun en novelle læst op i et børneprogram i Danmarks Radio. Hun skrev også digte i sin ungdom, men fik ikke bogdebut før 1980, hvor digtsamlingen Kvinde dit navn er offer vakte stor opmærksomhed. I de følgende år fik hun udgivet flere digtsamlinger og i 1984 den første roman, Vildveje. Hun brugte flere udtryksformer til de skønlitterære bøger, hun fik udgivet gennem årene; foruden digte og romaner skrev hun også noveller. Endvidere udgav Nielsen faglitterære bøger, især om vold mod børn og kvinder, og hun oversatte desuden et par bøger om samme emne.
Hendes sidste udgivelse blev erindringsbogen Regnbuedans (2009).

## Øvrig virksomhed
Tove Nielsen kom i sin ungdom i hæren og flyvevåbnet, og senere arbejdede hun i fængselsvæsenet og særforsorgen. I 1966 blev hun den femte danske kvinde, der blev ansat i politiet. Her arbejdede hun meget med områder som incest og vold, herunder voldtægt. Hun var i en årrække ansat i drabsafdelingen ved Københavns Politi. 
I 1977 stiftede Tove Nielsen sammen med en lille gruppe andre kvinder Joan-Søstrene. Hun var også med i en række andre projekter med socialt indhold, heriblandt udvikling af materiale om vold til folkeskoler, kvinders retssikkerhed og hjælp til voldsofre, lige som dyreværnssagen også havde hendes interesse.

## Ekstern henvisning
- Om Tove Nielsen på Litteratursiden.dk